# نظام إدارة العلامات
نظام إدارة العلامات هو نظام يساعد في إدارة دورة حياة العلامات الرقمية (المعروفة أحيانًا باسم بيكسلات التتبع أو إشارات الويب)، والتي تُستخدم لتتبع النشاط على الممتلكات الرقمية، مثل المواقع الإلكترونية وتطبيقات الويب. يمكن أيضًا استخدامه لإجراء تغييرات ديناميكية على الموقع أو التطبيق.

## الوظائف
يعمل نظام إدارة العلامات على استبدال العديد من العلامات بعلامة واحدة تُعرف باسم علامة الحاوية، والتي يتم وضعها عبر جميع مناطق الموقع أو التطبيق. ثم يقوم النظام بـ"إطلاق" العلامات الفردية حسب الاقتضاء بناءً على قواعد العمل وأحداث التنقل والبيانات المتاحة. تشمل الوظائف النموذجية بيئة اختبار (بيئة اختبار Sandboxing)، وسجل تدقيق وتحكم في الإصدارات، والقدرة على اختبار A/B لحلول مختلفة، وإزالة التكرار في العلامات، والتحكم في الوصول إلى البيانات بناءً على الأدوار.

## مقدمو الخدمة البارزون
وفقًا لاستطلاع W3Techs، اعتبارًا من نوفمبر 2023 يستحوذ Google Tag Manager على 99.7٪ من الحصة السوقية، يليه Adobe DTM بنسبة 0.4٪ وTealium بنسبة 0.2٪.[بحاجة لتحديث]